# James Spaulding
James Spaulding (* 30. července 1937 Indianapolis, Indiana, USA) je americký jazzový saxofonista a flétnista. Když se v roce 1957 vrátil z armády, usadil se v Chicagu stal se členem souboru Sun Ra Arkestra, kde zůstal do roku 1959. Následně zde působil jako studiový hudebník a roku 1961 se vrátil do rodného Indianapolisu, kde v práci pokračoval a roku 1963 se usadil v New Yorku, kde začal pracovat jako studiový hudebník pro vydavatelství Blue Note Records. Během své kariéry spolupracoval s mnoha hudebníky, mezi které patří Wayne Shorter, Art Blakey, Freddie Hubbard, Duke Pearson, Sam Rivers, Max Roach nebo Pharoah Sanders. Rovněž vydal řadu alb jako leader.